# Bun Friend
Bun Friend – trzynasty album studyjny Capletona, jamajskiego wykonawcy muzyki reggae i dancehall.
Płyta została wydana 10 czerwca 2008 roku przez wytwórnię Rude Boy Records. Znalazła się na niej kompilacja najnowszych singli wokalisty. Produkcją całości zajęli się Paul Harrison oraz Trevor Sinclair.

## Lista utworów
1. "Chant Me Song"
2. "Day Me Born"
3. "It's A Meditation"
4. "Yo Better Than"
5. "My Love"
6. "Music"
7. "Put Dem in Di Pit"
8. "Long Time"
9. "Burn Dem Down"
10. "Something Go Happen"
11. "Bun Friend"
12. "She & Fireman"
13. "Me Love Dem"
14. "Fire Blazing"
15. "Chant Down Rome"
16. "Invitation"